# Deux langues pour une éducation
L'association Deux langues pour une éducation, souvent abrégée en 2LPE, est une association française promouvant l'éducation bilingue (langue des signes française - français écrit) pour les enfants sourds. Elle est créée le 17 novembre 1979 par : Christian Deck, André Minguy, Michel Lamothe, et d'autres membres. Elle s’inscrit dans la lutte pour l'éducation bilingue des enfants sourds comme l'Association nationale de parents d’enfants sourds.

## Histoire

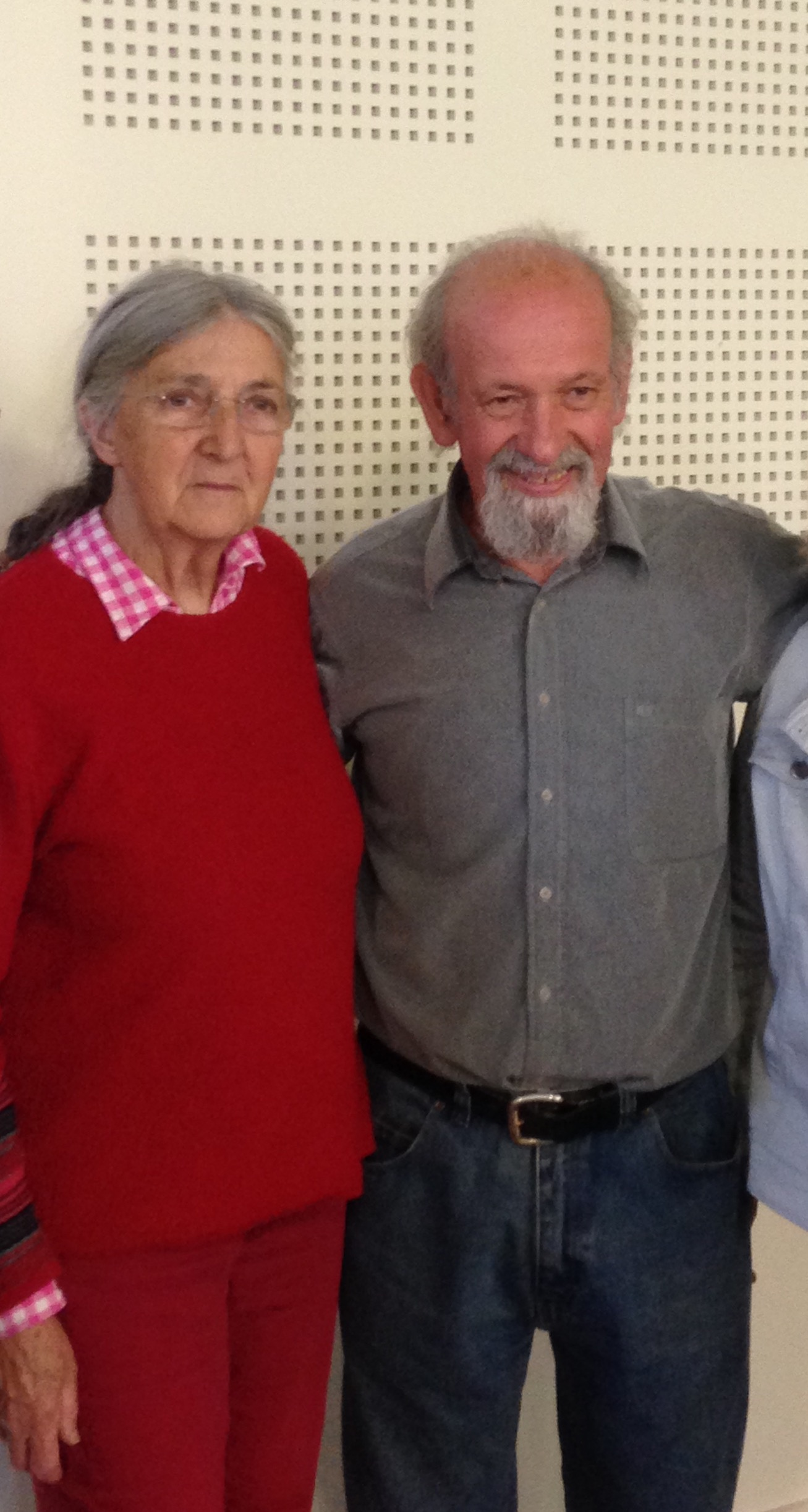
Cécile et André Minguy, deux des fondateurs de 2LPE

Des sourds, des parents d'enfants sourds et des professionnels pour les sourds rentrent en France après avoir découvert le Gallaudet Collège aux États-Unis pendant la période du réveil sourd. Dans cette université, les étudiants parlent en langue des signes américaine et les cours sont enseignés par des professeurs sourds. Le niveau d'études des sourds est plus élevé par rapport à la France : les sourds américains peuvent être avocat ou policier; professions que les sourds ne peuvent pas exercer en France[réf. nécessaire].
Le samedi 17 novembre 1979, à l'institut national des jeunes sourds, , des professionnels de la surdité se réunissent. Il s'agit de Christian Deck, André Minguy, Michel Lamothe, Danielle Bouvet, Geneviève Décondé, Bernadette Dutailly, Cécile Guyomarc'h, Evelyne Koenig et Cécile Minguy. Le but est de créer une association pour l'action, centrée sur l'enfant sourd et son éducation. 
La première classe bilingue langue des signes française - français ouvre au sein de l’école Paul Fort à Poitiers en octobre 1984. Jean-François Mercurio est le premier professeur sourd à y enseigner, durant six ans : de 1984 jusqu'à sa mort, en 1990.
Le week-end du 18 au 20 octobre 2014, le Service d'éducation bilingue fête ses 30 ans d'existence et la directrice, Chrystell Lamothe, déclare : « L'enseignement de la LSF dans les classes est encore trop rare : entre 2 et 4 % ».

## Répartition en France
L’association 2LPE a quatre associations affiliées su le plan régional ou départemental :
- 2LPE Centre Ouest : Poitiers[4]
- Les Yeux pour entendre : Massy[5]
- 2LPE 85 : La Vendée[6]
- 2LPE Pays d'Oc : Montpellier